# Liste der Komponisten/J

## Ja
- Giuseppe Maria Jacchini (1663–1727)
- Jachet de Mantua (1483–1559)
- Carlo Jachino (1887–1971)
- Gordon Jacob (1895–1984)
- Maxime Jacob (1906–1977)
- Werner Jacob (1938–2006)
- Christian August Jacobi (1685 – nach 1725)
- Frederick Jacobi (1891–1952)
- Michael Jacobi (1618–1663)
- Wolfgang Jacobi (1894–1972)
- Romanus Jacobus (um 1500)
- Jacopo da Bologna (Mitte 14. Jahrhundert)
- Élisabeth Jacquet de La Guerre (1665–1729)
- Salomon Jadassohn (1831–1902)
- Hyacinthe Jadin (1776–1800)
- Louis Emmanuel Jadin (1768–1853)
- Friedrich Jaecker (* 1950)
- Alfred Jaëll (1832–1882)
- Gavro Jakešević (1911–1987)
- Leoš Janáček (1854–1928)
- Viera Janárčeková (* 1941)
- Karel Janeček (1903–1974)
- Clément Janequin (um 1485 – 1558)
- Feliks Janiewicz (1762–1848)
- Johann Gottlieb Janitsch (1708 – um 1763)
- Giuseppe Jannaconi (1741–1816)
- Pierre Jansen (1930–2015)
- Alfred Janson (1937–2019)
- Jean-Baptiste Janson (1742–1803)
- Guus Janssen (* 1951)
- Johannes Jansson (* 1950)
- Oleg Jantschenko (1939–2002)
- Jean Japart (nachweisbar um 1474–1507)
- Louise (Langhans-) Japha (1826–1910)
- Émile Jaques-Dalcroze (1865–1950)
- Rhené Jaque (1918–2006)
- Tudor Jarda (1922–2007)
- Pál Járdányi (1920–1966)
- Jan Jargoń (1928–1995)
- Philipp Jarnach (1892–1982)
- Armas Järnefelt (1869–1958)
- Georg Jarno (1868–1920)
- Ivan Mane Jarnović (1747–1804)
- Farid Jarullin (1914–1943)
- Arthur Jarvinen (1956–2010)
- Adam Jarzębski (1590–1649)

## Je
- Johann Jeep (1582–1644)
- Johannes Jehle (1881–1935)
- Viktor Jekimowski (* 1947)
- Vinko Jelić (1596–1636)
- Hanns Jelinek (1901–1969)
- Stanislav Jelinek (* 1945)
- Hans Jelmoli (1877–1936)
- Sándor Jemnitz (1890–1963)
- Zoltán Jeney (1943–2019)
- John Jenkins (1592–1678)
- Davorin Jenko (1835–1914)
- Thomas Jennefelt (* 1954)
- Gustav Jenner (1865–1920)
- Albert Jenny (1912–1992)
- Adolf Jensen (1837–1879)
- Max Jentsch (1855–1918)
- Wilfried Jentzsch (* 1941)
- Kerstin Jeppsson (* 1948)
- Michelangelo Jerace (1693– bis um 1750)
- Hilda Jerea (1916–1980)
- Otakar Jeremiáš (1892–1962)
- Jerwand Jerkanjan (* 1951)
- Jørgen Jersild (1913–2004)
- Ignacio de Jerusalem y Stella (1710–1769)
- Leon Jessel (1871–1942)
- Willem Jeths (* 1959)
- Johan Jeverud (* 1962)
- Ivan Jevtic (* 1947)
- Orest Alexandrowitsch Jewlachow (1912–1973)
- Sergei Jewsejew (1894–1956)
- Jakob Jež (* 1928)
- Jaroslav Ježek (1906–1942)

## Ji
- Wenye Jiang (1910–1983)
- José Manuel Jiménez Berroa (1855–1917)
- Carlos Jiménez Mabarak (1916–1994)
- Milan Jira (1935–2016)
- Karel Boleslav Jirák (1891–1972)
- František Jiránek (1698–1778)
- Josef Jiránek (1855–1940)
- Ivan Jirko (1926–1978)

## Jo
- Joseph Joachim (1831–1907)
- Otto Joachim (1910–2010)
- Otto Jochum (1898–1969)
- Gábor Jodál (1913–1989)
- Fritz Jöde (1887–1970)
- Magnús Blöndal Jóhannsson (1925–2005)
- David Monrad Johansen (1888–1974)
- Sven-Eric Johanson (1919–1997)
- Björn Johansson (1913–1983)
- Hallvard Johnsen (1916–2003)
- Henrik Filip Johnsen (1717–1779)
- Hunter Johnson (1906–1998)
- John Johnson (≈1540–1594)
- Robert Johnson (≈1580–1633)
- Robert Sherlaw Johnson (1932–2000)
- Tom Johnson (1939–2024)
- Ben Johnston (1926–2019)
- Fergus Johnston (* 1959)
- Betsy Jolas (* 1926)
- André Jolivet (1905–1974)
- Margaret Jolly (* 1919)
- Niccolò Jommelli (1714–1774)
- Jens Joneleit (* 1968)
- Charles Jones (1910–1997)
- Daniel Jones (1912–1993)
- John Jones (1728–1796)
- Samuel Jones (* 1935)
- Sidney Jones (1861–1946)
- Marinus de Jong (1891–1984)
- Joseph Jongen (1873–1953)
- Léon Jongen (1884–1969)
- Scott Joplin (1868–1917)
- Mihail Jora (1891–1971)
- Sverre Jordan (1889–1972)
- Erik Jørgensen (1912–2005)
- Jens Josef (* 1967)
- Rafael Joseffy (1852–1915)
- Wilfred Josephs (1927–1997)
- Jacob Axel Josephson (1818–1880)
- Enriko Josif (1924–2003)
- Aleksandar Jossifow (1940–2016)
- Dragomir Josifov (* 1966)
- Josko Jossifow (1911–2001)
- Josquin Desprez (1450/55–1521)
- John Joubert (1927–2019)
- Alain Joule (* 1950)
- Maurice Journeau (1898–1999)
- Vladimir Jovanović (* 1937)
- Jovan Jovičić (1926–2013)

## Ju
- Gilles Jullien (um 1653–1703)
- Louis-Antoine Jullien (1812–1860)
- Bernard Jumentier (1749–1829)
- Francesc Juncá (1742–1833)
- Helge Jung (1943–2013)
- Patricia Jünger (1951–2017)
- Bernd Junghanns (1941–2023)
- Carl Ludwig Junker (1748–1797)
- Paul Juon (1872–1940)
- Zoran Juranić (* 1947)
- Heino Jürisalu (1930–1991)
- Šimon Jurovský (1912–1963)
- Johann August Just (um 1750–1791)
- Franz Andreas Jüttner (* 1949)